# Lista gmin w stanie Tabasco

Lokalizacja stanu Tabasco na mapie Meksyku

Gminy stanu Tabasco oznaczone kodami Meksykańskiego Instytutu Statystycznego

Meksykański stan Tabasco składa się z 17 gmin (hiszp. municipios).
| INEGI (kod statystyczny) | Nazwa gminy     | Siedziba władz           | Liczba ludności. |
| ------------------------ | --------------- | ------------------------ | ---------------- |
| Razem                    | Stan Tabasco    | Villahermosa             | 1 989 980        |
| 001                      | Balancán        | Balancán                 | 56 739           |
| 002                      | Cárdenas        | Cárdenas                 | 248 481          |
| 003                      | Centla          | Frontera                 | 102 110          |
| 004                      | Centro          | Villahermosa             | 640 359          |
| 005                      | Comalcalco      | Comalcalco               | 192 802          |
| 006                      | Cunduacán       | Cunduacán                | 126 416          |
| 007                      | Emiliano Zapata | Emiliano Zapata          | 29 518           |
| 008                      | Huimanguillo    | Huimanguillo             | 179 285          |
| 009                      | Jalapa          | Jalapa                   | 36 397           |
| 010                      | Jalpa de Méndez | Jalpa de Méndez          | 83 356           |
| 011                      | Jonuta          | Jonuta                   | 29 519           |
| 012                      | Macuspana       | Macuspana                | 153 132          |
| 013                      | Nacajuca        | Nacajuca                 | 115 066          |
| 014                      | Paraíso         | Paraíso                  | 86 620           |
| 015                      | Tacotalpa       | Tacotalpa                | 46 302           |
| 016                      | Teapa           | Teapa                    | 53 555           |
| 017                      | Tenosique       | Tenosique de Pino Suárez | 58 960           |